# Chokri Ben Samir
Chokri Ben Samir, né le 4 novembre 1988, est un handballeur tunisien.

## Carrière
- depuis 2010 : Club africain ( Tunisie)

## Palmarès
- Vainqueur de la coupe de Tunisie : 2011, 2015[1],[2]